# Lagoa Amélia
Lagoa Amélia (« petit lac Amélie ») est le nom sous lequel est connu un lac de cratère de Sao Tomé-et-Principe, situé au centre-nord de l'île de Sao Tomé, dans le district de Mé-Zóchi. Il fait partie du parc naturel Obô.

## Caractéristiques

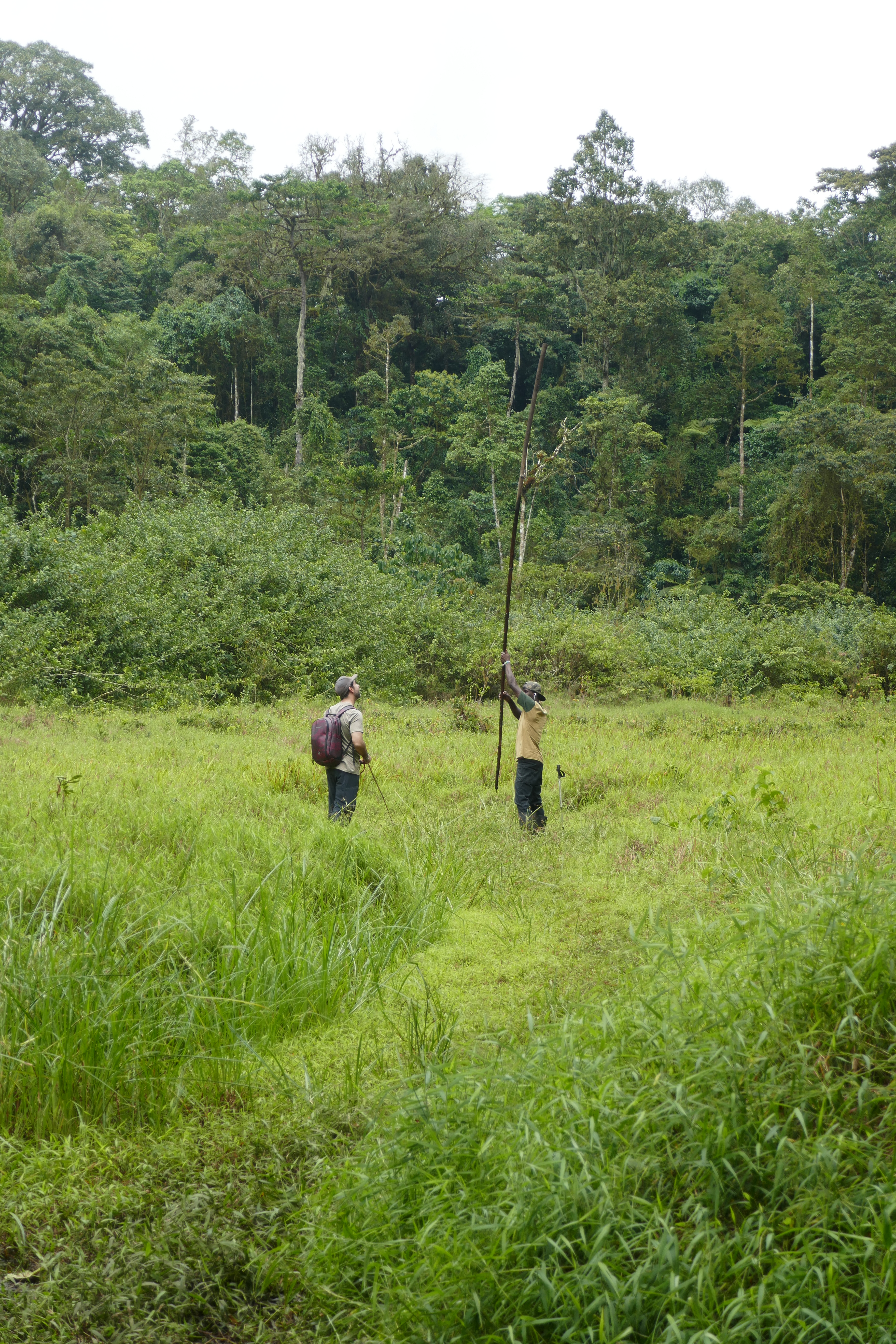
Démonstration avec une perche.

Selon la signalétique locale, il est situé à une altitude de 1 475 m, un chiffre qui peut cependant varier selon les sources. L'humidité de l'air y est très élevée, pouvant atteindre une moyenne de 92 % pendant presque toute l'année.
Sa particularité est d'être tapissé d'un épais matelas végétal spongieux qui permet d'y marcher alors même que l'enfoncement d'une perche de plusieurs mètres atteste la présence d'une profondeur d'eau significative, estimée à 65 m, alors que son diamètre avoisinerait 150 m. 

Cette singularité en fait une destination de randonnée incontournable dans l'archipel, « l'équivalent de la tour Eiffel à Paris ».

## Environnement
Le site bénéfice d'une remarquable biodiversité. 

On y trouve notamment le bégonia géant, Begonia baccata, découvert à Sao Tomé par Gustav Mann qui envoya des spécimens vivants aux jardins botaniques royaux de Kew en 1861.

C'est également une destination privilégiée pour l'observation des oiseaux.

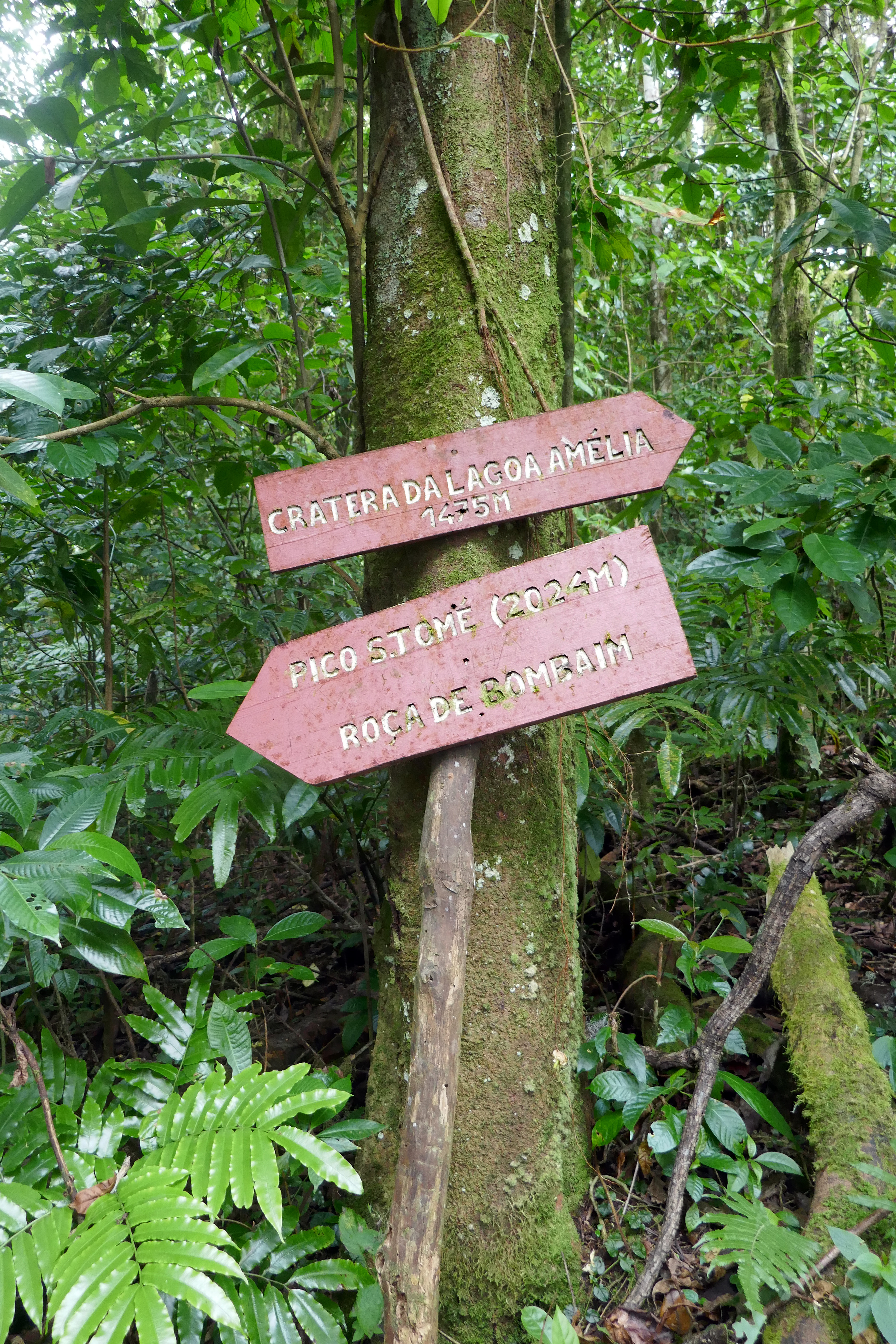
Localisation.
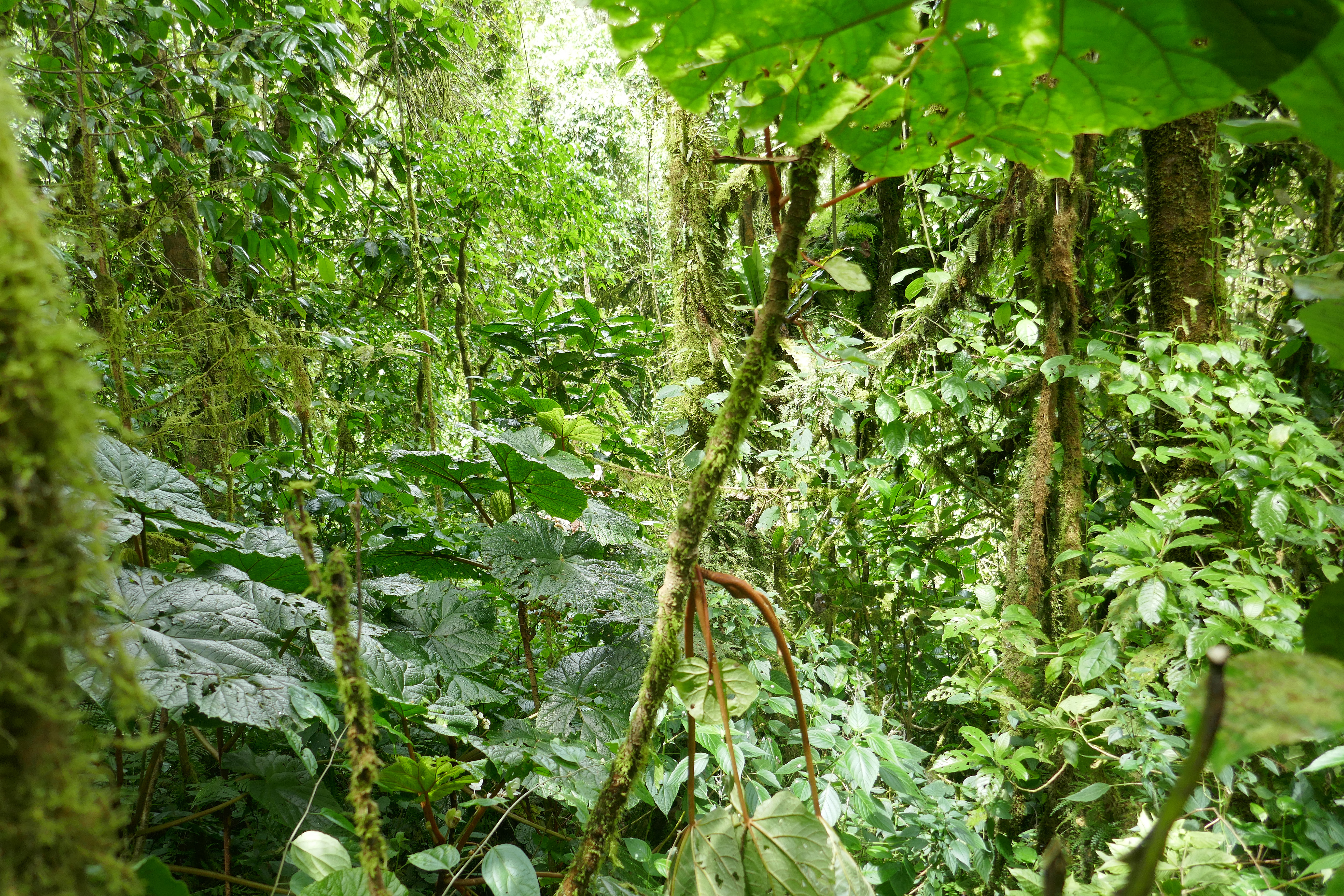
Végétation dense.
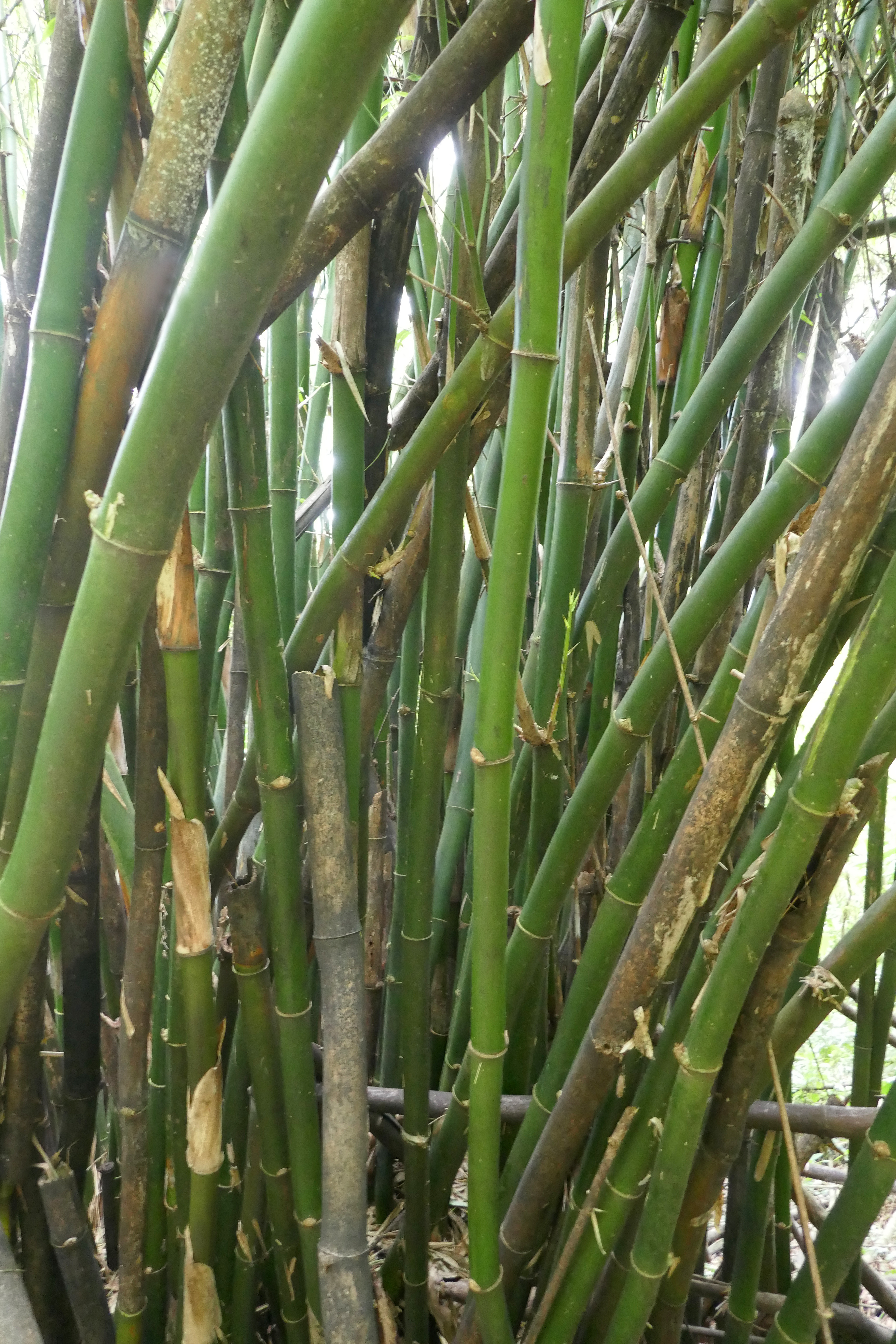
Bambous.
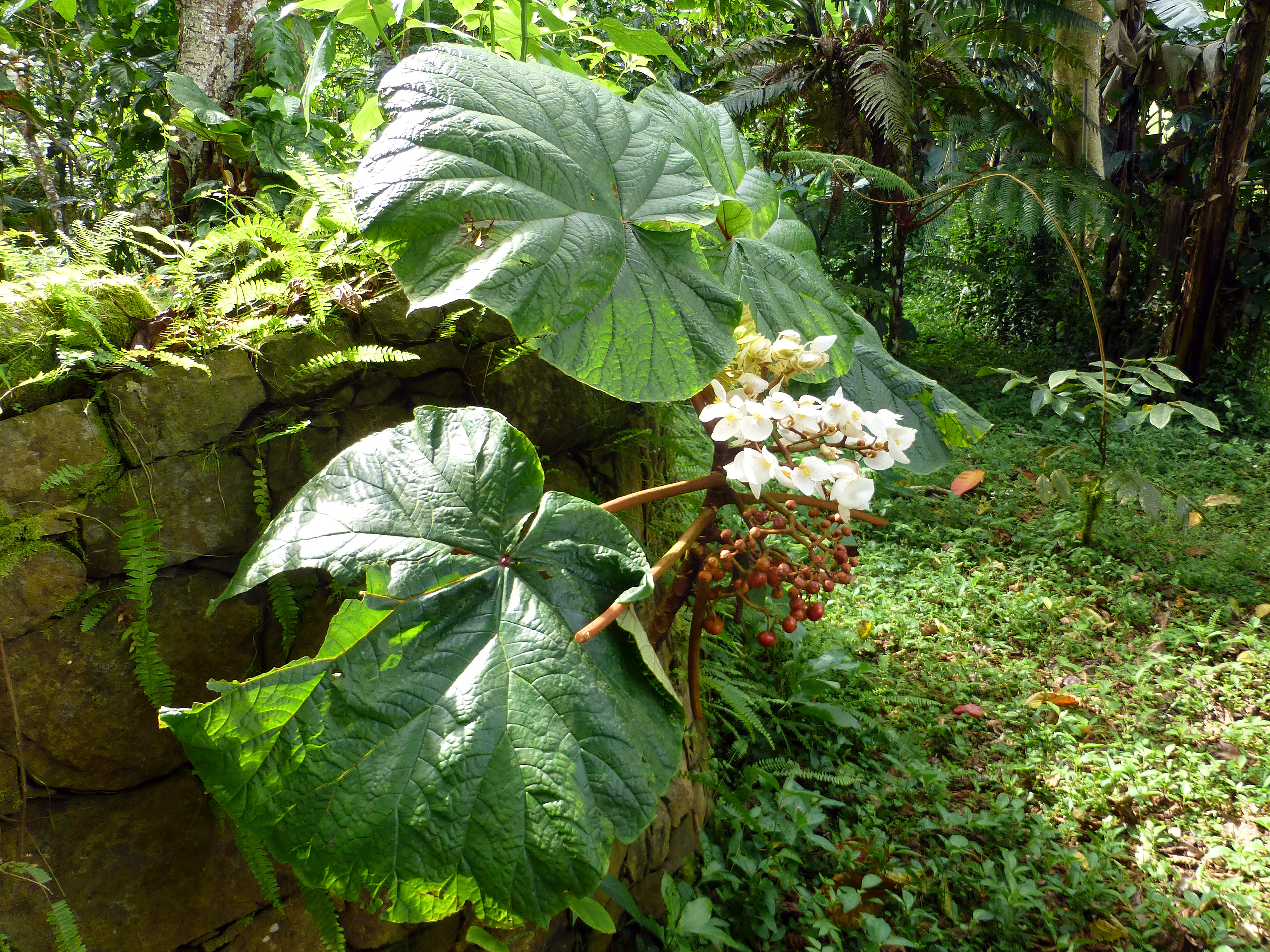
Begonia baccata, le bégonia géant.

## Toponyme
Selon la tradition orale transmise par les guides et dont il existe de nombreuses variantes, il devrait son nom à Amélia, une dame portugaise qui s'y serait noyée.